# Maria Heiskanen
Maria Heiskanen, född 21 augusti 1970 i Kuopio, är en finländsk skådespelare. Hon har bland annat medverkat i flera av Jan Troells filmer.

## Biografi
Heiskanen gick teatergymnasiet i Helsingfors 1986-1989  och fick sitt genombrott 1991 i Jan Troells omdebatterade film Il Capitano. För sin medverkan blev hon belönad för "Bästa kvinnliga huvudroll" vid Chicago International Filmfestival 1992.
Heiskanen har arbetat på Dramaten och Riksteatern, där hon bland annat spelade "Masja" i Lars Noréns uppsättning av Måsen av Anton Tjechov 2001. I Finland har hon arbetat både med teater och film, bland annat med Aki Kaurismäki i Ljus i skymningen (2006), vilket gav henne en Jussi-nominering i kategorin "Bästa kvinnliga biroll".
I sitt tredje samarbete med Jan Troell spelade hon titelrollen i filmen Maria Larssons eviga ögonblick (2008), för vilken hon tilldelades en Guldbagge i kategorin "Bästa kvinnliga huvudroll". För samma roll har hon även tilldelats Valladolid International Film Festivals pris för "Bästa kvinnliga huvudroll", och TV4:s filmpris Guldsolen som delas ut av Nils Petter Sundgren. Sommaren 2009 medverkade hon i den tyska deckarserien Kommissarien och havet.
Vid Guldbaggegalan 2018 nominerades Heiskanen till "Bästa kvinnliga biroll" för rollen som "Gärd" i "Korparna" (2017).

## Filmografi
- 1991 – Il Capitano
- 1993 – Brandbilen som försvann
- 2000 – 10:10
- 2000 – Moa & Malte
- 2001 – Så vit som en snö
- 2002 – Hus i helvete
- 2003 – Tusenbröder
- 2003 – Täysin työkykyinen (TV-serie)
- 2004 – Kotikatu (TV-serie)
- 2005 – Yövuoro
- 2006 – Ljus i skymningen
- 2006 – Siilijuttu
- 2007 – A Man's Job
- 2007 – Taivas
- 2008 – Jungle of Dreams
- 2008 – Luola
- 2008 – Maria Larssons eviga ögonblick
- 2008 – Veden ääri
- 2009 – Rööperi
- 2011 – Hella W
- 2011 – Inget ljus i tunneln
- 2012 – All That Matters Is Past
- 2012 – Dom över död man
- 2012 – Solsidan (TV-serie)
- 2013 – Aikuisten poika
- 2013 – Faro
- 2013 – Låt mig berätta
- 2017 – Rebecka Martinsson (TV-serie)
- 2017 – Korparna
- 2018 – Tyhjiö
- 2020 – Den längsta dagen

## Teater

### Roller (ej komplett)
| År   | Roll           | Produktion                                   | Regi             | Teater                 |
| ---- | -------------- | -------------------------------------------- | ---------------- | ---------------------- |
| 1999 | Micha          | Vildhundarna Hans Renhäll                    | Eva Molin        | Dramaten               |
| 1999 | Katten         | Sagan om den lilla, lilla gumman Elsa Beskow | Katarina Sjöberg | Dramaten               |
| 2001 |                | Måsen Anton Tjechov                          | Lars Norén       | Riksteatern            |
| 2010 | Förste Piloten | Aniara Harry Martinson                       | Lars Rudolfsson  | Stockholms stadsteater |